# Gesellschaft für Urgeschichte und Förderverein des Urgeschichtlichen Museums Blaubeuren
Die Gesellschaft für Urgeschichte und Förderverein des Urgeschichtlichen Museums Blaubeuren e. V. (GfU) ist ein 1988 gegründeter Geschichts- und Förderverein mit rund 500 Mitgliedern. Sitz der Gesellschaft ist Blaubeuren.

## Geschichte
Gegründet wurde die GfU am 28. September 1988 auf Initiative von Hansjürgen Müller-Beck. Anfang der 1980er Jahre war der damalige Lehrstuhlinhaber an der Eberhard Karls Universität Tübingen mit der Neukonzeption des Urgeschichtlichen Museums (URMU) in Blaubeuren betraut. Teile des finanziellen und personellen Aufwands für die Umgestaltung und den Betrieb des Museums sollten auf seinen Vorschlag hin durch eine Stiftung bzw. einen Förderverein erbracht werden. Gründungsmitglieder waren neben Müller-Beck unter anderen die Archäologen Joachim Hahn, Claus-Joachim Kind, Eberhard Wagner, Ulrich Simon, die erste Kuratorin des Urgeschichtlichen Museums Anne Scheer, Reiner Blumentritt, Bernhard Stich, Werner Maier und der damalige Bürgermeister des Ortes, Georg Hiller.
Das Vereinslogo zeigt neben dem Schriftzug die Umzeichnung einer 1979 in der Höhle Geißenklösterle bei Blaubeuren-Weiler gefundenen anthropomorphen Figur, den sogenannten Adorant. Die in ein Elfenbeinplättchen gravierte Darstellung datiert in das Aurignacien und wird überwiegend als Mensch-Tier-Mischwesen mit erhobenen Händen bzw. Pranken interpretiert. Seit 2013 verwendet der Verein eine stärker stilisierte Variante des Logos.
Vorsitzende
- 1988–1997 Joachim Hahn
- 1997–2004 Hansjürgen Müller-Beck
- 2004–2020 Georg Hiller
- seit 2020 Sibylle Wolf

## Vereinszweck und Aktivitäten

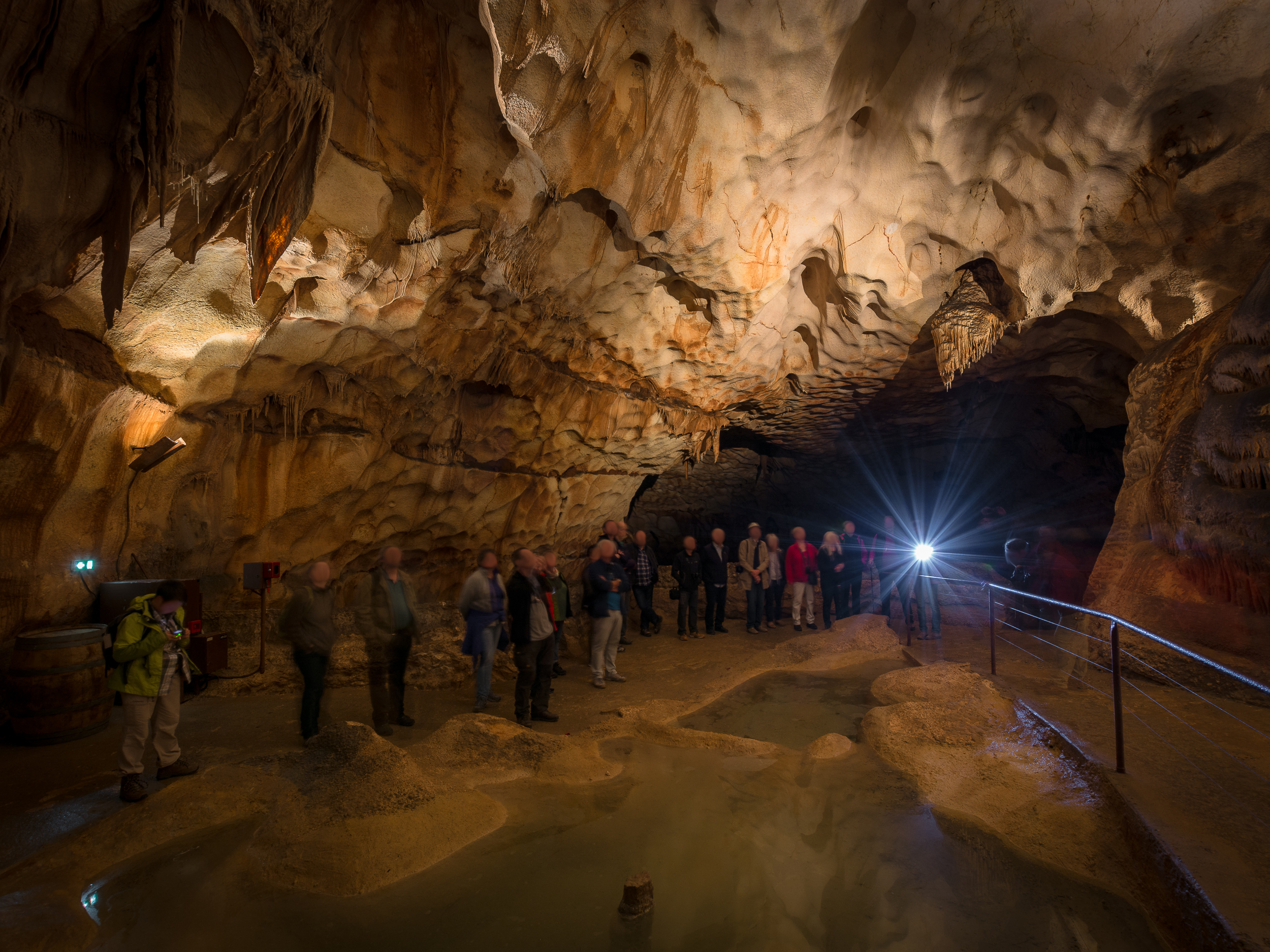
Teilnehmer einer GfU-Exkursion in der Grotte de Saint Marcel d'Ardèche

Ziele des gemeinnützigen Vereins sind die Förderung und Unterstützung des Urgeschichtlichen Museums in Blaubeuren sowie der urgeschichtlichen Forschung, insbesondere der Abteilung Ältere Urgeschichte und Quartärökologie des Institutes für Ur- und Frühgeschichte an der Eberhard Karls Universität in Tübingen. Neben der Sicherung und Bewahrung der urgeschichtlich relevanten Fundplätze im Achtal gehören die Förderung und Pflege des Verständnisses für die Urgeschichte in der Öffentlichkeit zu den in der Satzung festgeschrieben Aufgaben des Vereins.
Der Verein veranstaltet Vorträge über Themen aus verschiedenen archäologischen Forschungsgebieten sowie Kurse zur experimentellen Archäologie und in Zusammenarbeit mit dem URMU jährlich eine zweitägige Archäo-Akademie. Der öffentliche Tag der Steinzeit (bis 2018 Tag der offenen Höhle) wurde 2023 eingestellt. Zwischen 1989 und 2011 stellte der Verein den im Achtal tätigen Grabungsteams und -helfern ein Gebäude als Unterkunft und Lager zur Verfügung. 2014 wurde die Erweiterung des URMU von der GfU mit 115.000 Euro und rund 10.000 ehrenamtlich geleisteten Arbeitsstunden unterstützt. Mehrmals im Jahr veranstaltet die GfU Exkursionen, in deren Verlauf neben Museen und befreundeten Universitäten auch archäologische Fundstellen und laufende Ausgrabungen besucht werden. Die Reisen werden von Archäologen vorbereitet und geleitet, die Teilnahme ist Mitgliedern der Gesellschaft vorbehalten.

## Publikationen

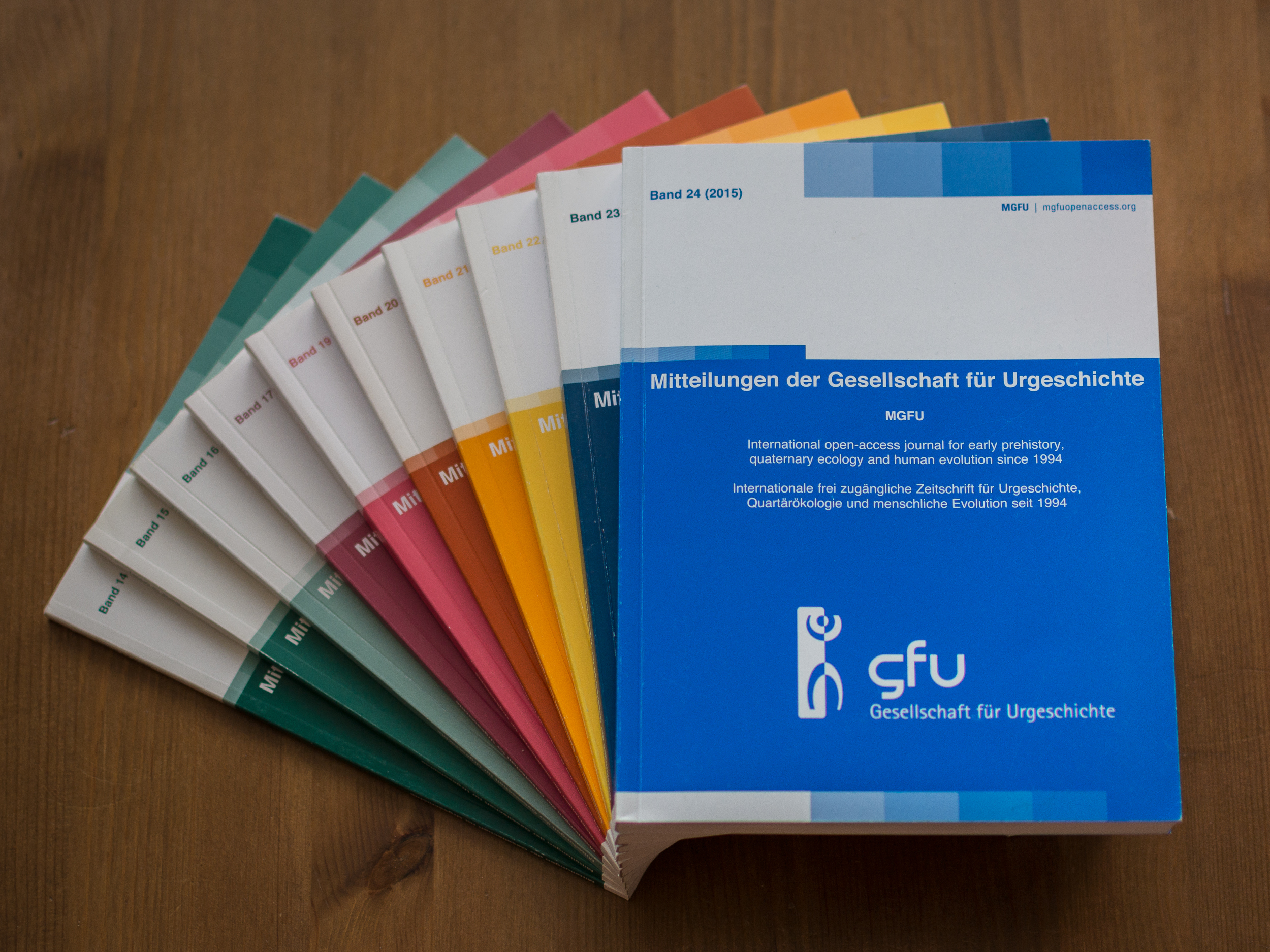
Verschiedene Ausgaben der jährlich erscheinenden Mitteilungen der Gesellschaft für Urgeschichte

Seit 1994 publiziert der Verein in Kooperation mit der Universität Tübingen einmal jährlich die Mitteilungen der Gesellschaft für Urgeschichte (bis 2001: Mitteilungsblatt der Gesellschaft für Urgeschichte). Die Jahrbücher enthalten peer-reviewte wissenschaftliche Fachbeiträge in deutscher und englischer Sprache aus den Bereichen Urgeschichte, Quartärforschung und menschliche Evolution. Das Konzept wurde von Nicholas J. Conard entwickelt, die wissenschaftliche Redaktion obliegt Michael Bolus. Mitglieder des wissenschaftlichen Beirats sind unter anderen Sabine Gaudzinski-Windheuser, Jean-Jacques Hublin und Thorsten Uthmeier. Neben den gedruckten Ausgaben werden die einzelnen Artikel auch in einer Open-Access-Version bereitgestellt.